# ウダルリヒ1世 (シェイエルン伯)
ウダルリヒ1世（ドイツ語: Udalrich I.、？ - 1130年10月21日以前）はエッケハルト1世の息子でシェイエルン伯。

## 生涯
1097年から1114年まで以降ヴァイエンシュテファンのフォークト（代官）で1123年から1130年までフライジングのフォークトも務めた。妻や子供は知られていない。